# Omalizumab
Omalizumab, ki se v tujini prodaja pod trgovskim imenom Xolair, je zdravilna učinkovina, ki je bila prvotno zasnovana za zmanjšanje občutljivosti na alergene. Uporablja se ga za obvladovanje hude alergijske astme, ki se ne odziva na visoke odmerke kortikosteroidov in manj široko tudi za nosne polipe in kronično spontano koprivnico (urtikarijo).
Omalizumab je rekombinantno humanizirano monoklonsko IgG1k protitelo, pridobljeno iz DNK, ki se specifično veže na prosti človeški imunoglobulin E (IgE) v krvi in intersticijski tekočini ter na vezano obliko, ki se veže na površino limfocitov B. Za razliko od navadnega  protitelesa anti-IgE se ne veže na IgE, ki so z visoko afiniteto vezani na IgE receptorje na površini mastocitov, bazofilcev in dendritičnih celic.

## Medicinska uporaba
V Združenih državah Amerike je omalizumab indiciran za zdravljenje zmerne do hude trdovratne astme, nosnih polipov in kronične idiopatske urtikarije. V Evropski uniji je namenjen zdravljenju alergijske astme, kronične (dolgotrajne) spontane urtikarije (srbeč izpuščaj) in hudega kroničnega rinosinuzitisa z nosnimi polipi. V Avstraliji se ga uporablja za zdravljenje alergijske astme in kronične spontane urtikarije.

### Alergijska astma
Omalizumab se uporablja za zdravljenje ljudi s hudo vztrajajočo alergijsko astmo, ki je neobvladljiva s peroralnimi ali injektabilnimi kortikosteroidi. Ti bolniki so bili neuspešni v zdravljenju od 1. do 4. stopnje in so že na 5. stopnji. Takšna shema zdravljenja je skladna s splošno sprejetimi smernicami za zdravljenje in preprečevanje astme, ki jo je izdala Globalna iniciativa za astmo (Global Initiative of Asthma – GINA). Gre za organizacijo za medicinske smernice, ki je bila ustanovljena leta 1993 v sodelovanju z Nacionalnim inštitutom za srce, pljuča in kri, Nacionalnim zdravstvenim inštitutom ZDA in Svetovno zdravstveno organizacijo. Pregled študij Cochrane iz leta 2014 je pokazal, da je omalizumab učinkovit pri zmanjševanju števila poslabšanj in hospitalizacij, povezanih z astmo, če se uporablja kot dodatek k steroidom.

### Kronična spontana urtikarija
Uporablja se tudi za zdravljenje bolnikov, starejših 12 let in več, ki imajo kronično spontano urtikarijo (imenovano tudi kronična idiopatska urtikarija), ki je ni mogoče zdraviti s povišanimi odmerki antihistaminikov anti-IgE. Pri podkožni oz. subkutani uporabi enkrat na štiri tedne se je pokazalo, da omalizumab znatno zmanjša resnost srbenja in število pojavov koprivnice.

## Kemijska struktura
Omalizumab je glikozilirano monoklonsko protitelo IgG1, ki ga proizvajajo prilagojene celične linije jajčnikov kitajskega hrčka. Molekule protiteles izločajo gostiteljske celice v procesu gojenja celične kulture s pomočjo velikih bioreaktorjev. Ob koncu gojenja se IgG protitelesa, ki se nahajajo v mediju, očisti z uporabo proteina A kot adsorbenta, čemur sledijo koraki kromatografije, dobljeno pa na koncu koncentrirajo z UF/DF (parno ultra filtracijo/globinsko filtracijo). Omalizumab se proizvaja v Novartisovem proizvodnem obratu Huningue v Franciji na podlagi pogodbe o partnerstvu z Genentechom.
Omalizumab je bil nekaj let na voljo samo v obliki suhega praška, ki je zahteval rekonstitucijo s predpakiranim vehiklom s pomočjo stresalnika v ordinaciji lečečega zdravnika pred injiciranjem. Tekočina z napolnjeno injekcijsko brizgo je sedaj na voljo v mnogih državah.

## Farmakokinetika

### Absorpcija
Edini priporočen način aplikacije omalizumaba je s subkutano injekcijo. Zdravilo je na voljo v dveh oblikah – kot viala s praškom in vehiklom za pripravo raztopine za injiciranje ter kot napolnjena injekcijska brizga z raztopino. Ustrezni odmerek in pogostnost aplikacije se določita za vsakega bolnika posebej, v odvisnosti od ravni IgE v serumu, izmerjene pred začetkom zdravljenja, in telesne mase bolnika.
Biološka uporabnost zdravila znaša približno 60 %. Po enem samem subkutanem odmerku se omalizumab absorbira počasi in doseže najvišje serumske koncentracije čez povprečno 7 do 8 dni. Farmakokinetika omalizumaba je linearna pri odmerkih večjih od 0,5 mg/kg. Po več odmerkih se AUC poveča.

### Porazdelitev
Porazdelitveni volumen je majhen in znaša 78 ± 32 ml/kg, kar kaže na to, da se omalizumab pretežno porazdeli v plazmi. Študije so pokazale, da se omalizumab ne porazdeli specifično v nobeno tkivo ali organ. In vitro tvori omalizumab komplekse omejene velikosti z IgE. Precipitirajočih kompleksov in kompleksov z večjo molekulsko maso od 1 milijona daltonov pa niso našli niti in vitro niti in vivo. Učinkovina prehaja posteljico, ni pa znano, ali se pri človeku izloča v materino mleko.

### Presnova
Omalizumab (IgG1κ) se presnavlja v jetrih, z razgradnjo v retikuloendotelijskem sistemu (RAS) in endotelijskih celicah. Izloči se tudi nekaj nespremenjenega omalizumaba v žolč. Kompleksi omalizumab-IgE se prav tako presnavljajo v jetrih, v procesu interakcij z receptorji Fcγ RAS, praviloma hitreje kot IgG1κ. Natančnejši mehanizmi še niso poznani.

### Izločanje
Razpolovni čas odstranjevanja omalizumaba iz seruma je pri bolnikih z astmo povprečno 26 dni, z navideznim očistkom povprečno 2,4 ± 1,1 ml/kg/dan. Podvojitev telesne mase približno podvoji navidezni očistek. Nekaj nespremenjenega omalizumaba se preko žolča izloči z blatom.

## Mehanizem delovanja
Utemeljitev ideje za oblikovanje terapevtskih protiteles proti IgE in njihov mehanizem delovanja so v preglednih člankih povzeli izumitelj terapije proti IgE Tse Wen Chang in njegovi kolegi.
Morda je najbolj dramatičen učinek, ki ni bil predviden v času, ko je bila zasnovana terapija proti IgE in ki so ga odkrili med kliničnimi preskušanji, ta, da ko omalizumab zmanjša prosti IgE pri bolnikih, se receptorji FcεRI na bazofilcih, mastocitih in dendritičnih celicah postopoma znižajo z nekoliko drugačno kinetiko, zaradi česar te celice postanejo veliko manj občutljive na stimulacijo z alergeni. Tako terapevtska protitelesa proti IgE, kot je omalizumab, predstavljajo nov razred močnih stabilizatorjev mastocitov. Zdaj se domneva, da je to temeljni mehanizem za učinke omalizumaba na alergijske in nealergijske bolezni degranulacija mastocitov. Številni raziskovalci so identificirali ali razjasnili vrsto farmakoloških učinkov, ki pomagajo zmanjšati vnetje pri bolnikih, zdravljenih z omalizumabom.
Ljudje z alergijami imajo preobčutljiv imunski odziv na različne proteine, ki jih vsebujejo različne okoljske snovi, ki v telo pridejo z vdihavanjem (npr. pršice, pelod, plesni, hišne živali, drugi alergeni v zraku) ali z zaužitjem (npr. pšenica (gluten), arašidi, oreščki, lupinarji in drugi prehrambeni alergeni) ali preko kože (npr. piki čebel in mravelj, rokavice iz lateksa). Pri teh posameznikih se molekule IgE, tako specifične za določene alergene kot tudi nespecifične, v telesu z veliko afiniteto vežejo na receptorje IgE (FcεRI) na površini mastocitov in bazofilcev. Pod določenimi pogoji se aktivirajo tiste vnetne celice, ki sproščajo številne farmakološke posrednike, kot so histamin, levkotrieni, triptaza, vnetni citokini in drugi, ki povzročijo različne alergijske simptome in bolezni.

### IgE pri alergijskih boleznih
V povezavi z doseganjem praktičnega cilja raziskovanja uporabnosti terapije proti protitelesom IgE kot možnega zdravljenja alergijskih bolezni so številna klinična preskušanja TNX-901 in omalizumaba, ki so jih sponzorirala podjetja, pri astmi, alergijskem rinitisu, alergiji na arašide, kronični idiopatski urtikariji, atopijskem dermatitisu in drugih alergijskih bolezni pomagala opredeliti vlogo protiteles IgE v patogenezi teh razširjenih alergijskih bolezni. Tako so na primer rezultati kliničnega preizkušanja omalizumaba pri astmi nedvoumno rešili dolgo razpravo o tem, ali imajo protitelesa IgE osrednjo vlogo v patogenezi astme. Na primerih različnih alergijskih bolezni in več nealergijskih bolezni, zlasti vnetnih kožnih bolezni, so bile izvedene številne študije primerov ali manjše pilotne študije omalizumaba, ki so jih sprožili raziskovalci. Te bolezni vključujejo atopijski dermatitis, različne podvrste fizikalne urtikarije (sončno, s hladom povzročeno, lokalno toplotno povzročeno ali zapoznelo povzročeno s pritiskom) in spekter sorazmerno manj razširjenih alergijskih ali nealergijskih bolezni ali stanj, kot so alergijska bronhopulmonalna aspergiloza, kožna ali sistemska mastocitoza, občutljivost na čebelji strup (anafilaksija), idiopatska anafilaksija, z eozinofilci povezana gastrointestinalna motnja, bulozni pemfigoid, intersticijski cistitis, nosni polipi in idiopatski angioedem.

### Vloga pri nealergijskih boleznih
Več skupin raziskovalcev je poročalo o rezultatih kliničnih preskušanj, da je omalizumab lahko učinkovit pri bolnikih z nealergijsko astmo. Zdi se, da je to v nasprotju s splošnim razumevanjem farmakoloških mehanizmov zgoraj opisane terapije proti protitelesom IgE. Poleg tega so med boleznimi, pri katerih so proučevali učinkovitost in varnost omalizumaba, nekatere nealergijske, saj pri njih ne gre za preobčutljivostne reakcije na zunanje antigene. Del primerov kronične idiopatske urtikarije in vsi primeri buloznega pemfigoida spadajo med avtoimunske bolezni. Za preostale primere kronične idiopatske urtikarije in primere različnih podtipov fizikalne urtikarije notranje nepravilnosti, ki vodijo do manifestacije bolezni, niso bile ugotovljene. Ne glede na ta razvoj dogodkov je očitno, da mnoge od teh bolezni vključujejo vnetne reakcije na koži in aktivacijo mastocitov. Vse več člankov je pokazalo, da protitelesa IgE potencirajo aktivnost mastocitov, medtem ko lahko omalizumab deluje kot sredstvo za stabilizacijo mastocitov, zaradi česar so te vnetne celice manj aktivne.

## Neželeni učinki
Glavni neželeni učinek je anafilaksija (življenjsko nevarna sistemska alergijska reakcija), ki se pojavi pri 1 do 2 bolnikih na 1000 primerov. Kot drugi proteini in protitelesa lahko tudi omalizumab povzroči anafilaksijo, čeprav je to pri protitelesih zelo redko. Alergijska reakcija verjetno ni posledica vezavnih lastnosti protitelesa, ampak njihove proteinske narave. Bolniki, ki uporabljajo omalizumab, so že nasploh zelo alergični. Čeprav se zdravilo daje z namenom zatiranja alergije (vključno z anafilaktičnimi reakcijami), ne deluje takoj po injiciranju.
Cochrane pregled študij je pokazal, da so reakcije na mestu injiciranja glavni prijavljeni neželeni učinek.
Na voljo so le omejene študije, ki so se ukvarjale z vprašanjem, ali omalizumab poveča tveganje za razvoj srčnožilne (SŽB) ali možganskožilne bolezni (MŽB). Kohortne in randomizirane kontrolirane študije so pokazale, da je tveganje za nastanek SŽB ali MŽB približno 20-32 % večje pri bolnikih, ki jemljejo omalizumab, v primerjavi s tistimi, ki omalizumaba ne jemljejo. Potrebne so dodatne večnacionalne longitudinalne študije s povečanim številom preiskovancev, da bi dodatno pojasnili odnos in klinični pomen med omalizumabom in SŽB/MŽB. Zaradi resnosti neželenih učinkov SŽB/MŽB morajo zdravniki in ponudniki zdravstvenih storitev še naprej ostati pozorni in spremljati neželene učinke pri zdravljenju bolnikov z omalizumabom.
IgE imajo lahko pomembno vlogo pri prepoznavanju rakavih celic s strani imunskega sistema. Zaradi tega lahko neselektivno blokiranje receptorjev IgE z omalizumabom prinese nepredvidljivo tveganje. Podatki, ki so jih zbrali leta 2003 iz prejšnjih kliničnih preizkušanj v fazah 1 do 3, so pokazali številčno neravnovesje malignomov med prejemniki omalizumaba (0,5 %) in kontrolnimi osebami (0,2 %). Za pojasnitev teh rezultatov je bila izvedena novejša študija, ki je temeljila na združeni analizi z veliko bolj izčrpnimi podatki 67-ih kliničnih preizkušanj od faze 1 do 4. Vnaprej določena primarna analiza je ocenila pojavnost primarnih malignomov v 32-ih randomiziranih dvojno slepih s placebom nadzorovanih raziskavah. V to analizo so zajeli 11459 različnih bolnikov, od katerih jih je 7789 prejelo omalizumab. Primarna analiza je odkrila malignome pri 25-ih bolnikih, od katerih jih je 14 prejelo omalizumab, 11 pa placebo. Stopnja pojavnosti na 1000 bolnikov-let v opazovanem obdobju je bila 4,14 za zdravljene z omalizumabom in 4,45 med prejemniki placeba. Primarni malignomi so bili različnih histoloških tipov in so se pojavljali v različnih organskih sistemih, zato niso odkrili nobenega določenega histološkega tipa, ki bi se pojavljal pogosteje. Študija je tako zaključila, da ni opazne povezave med zdravljenjem z omalizumabom in tveganjem za pojav maligne bolezni.
Pojavljale so se tudi skrbi zaradi možne indukcije eozinofilne granulomatoze s poliangiitisom (Churg-Straussin sindrom), redke oblike sistemskega vaskulitisa, povezanega z astmo, pri bolnikih, ki so prejemali omalizumab. Retrospektivna raziskava je pregledala in analizirala primere tega sindroma z uporabo globalne baze podatkov podjetja Novartis Argus o varnosti zdravil. Ugotovili so, da lahko omalizumab pri bolnikih z astmo prispeva k razvoju tega sindroma pri tistih bolnikih, ki imajo osnovno eozinofilno motnjo, ki pa jo zakrije uporaba kortikosteroidov, ki je pogosta pri teh bolnikih.

## Zgodovina
Koncept produkta protiteles anti-IgE proti avtolognim epitopom IgE je odkril Swey-Shen Chen z raziskovalnega inštituta Scripps (TSRI) in univerzi Case Western Reserve (CWRU) s perinatalno monoklonsko imunizacijo IgE pri glodavcih pred pojavom endogenega lastnega IgE. Pozneje je to potrdil dr. Alfred Nisonoff na Univerzi Brandeis z uporabo monoklonskega IgE v nepopolnem Freundovem adjuvansu v perinatih. Ugotovil je, da bodo imunizirani ali cepljeni glodavci razvili nizke ali nezaznavne ravni krožečega IgE pri dolgotrajni toleranci za IgE. Posledično je mogoče testirati pasivna monoklonska protitelesa proti humanim IgE za nevtralizacijo patoloških ravni krožečega IgE pri bolnikih z alergijami. Swey-Shen Chen je bil kasneje svetovalec družbe Tanox, Inc.
Tanox, biofarmacevtsko podjetje s sedežem v Houstonu v Teksasu, je začelo program za razvoj učinkovin, ki delujejo proti IgE. V sklopu tega je ustvarilo prva protitelesa in leta 1987 vložilo svojo prvo patentno prijavo za terapevtski pristop, usmerjen proti IgE. V naslednjem letu je podjetje eno izmed možnih protiteles pretvorilo v himerno protitelo (ki je bilo kasneje poimenovano CGP51901 in nadalje razvito v humanizirano protitelo, TNX-901 ali talizumab). Terapevtski koncept anti-IgE v zgodnjem obdobju programa ni bil dobro sprejet. Da bi poiskali sredstva za program razvoja učinkovin proti IgE, sta znanstvenici in ustanoviteljici Tanoxa, Nancy T. Chang in Tse Wen Chang, leta 1989 obiskali približno 25 farmacevtskih in večjih biotehnoloških podjetij v ZDA, Kanadi, Evropi, na Japonskem in v drugih državah, s katerimi sta razpravljali o sodelovanju. Predstavnikom Ciba-Geigyja (ki se je leta 1996 združil s Sandozom in ustanovil Novartis) se je zdel program razvoja učinkovin proti IgE znanstveno zanimiv, zato so vodstveni delavci Tanoxa in Ciba-Geigyja leta 1990 podpisali sporazum o sodelovanju.
Leta 1991 je po več krogih sestankov z uradniki in znanstveniki FDA končno privolila, da se CGP51901 testira na ljudeh. Ta odobritev za protitelesa proti IgE je prišla po tehtnem premisleku in je veljala kot dokaz profesionalizma tako za uradnike FDA kot za ekipo Tanox/Ciba-Geigy. Znanstveniki, ki so sodelovali v razpravi, so razumeli, da bi običajno protitelo proti IgE (tj. protitelo brez nabora vezavne specifičnosti CGP51901) vedno aktiviralo mastocite in bazofilce ter povzročilo anafilaktični šok in verjetno smrt med testiranimi osebami. Ne glede na to zaskrbljenost so prišli do istega sklepa, da bi moralo na podlagi predstavljenih znanstvenih podatkov CGP51901 imeti absolutno zahtevano jasno razlikovanje od običajnega protitelesa proti IgE v tem pogledu. V letih 1991–1993 so raziskovalci Ciba-Geigy in Tanox ter vodilna skupina za klinične raziskave (pod vodstvom Stephena Holgatea) na področju astme in alergij izvedli uspešno prvo fazo kliničnega preskušanja CGP51901 na ljudeh v Southamptonu v Angliji in pokazali, da je testirano protitelo varno. V letih 1994–1995 je ekipa Tanox/Ciba-Geigy izvedla drugo fazo preizkušanja CGP51901 pri bolnikih s hudim alergijskim rinitisom v Teksasu in pokazala, da je CGP51901 varen in učinkovit pri lajšanju alergijskih simptomov.
Medtem ko je Tanoxov in Ciba-Geigyjev program dobival zagon, je Genentech leta 1993 objavil, da ima svoj program za razvoj protiteles anti-IgE v sklopu zdravil za astmo in druge alergijske bolezni. Znanstveniki v Genentechu so izdelali mišje anti-IgE monoklonsko protitelo s podobno vezavno specifičnostjo kot CGP51901 in nato humanizirali protitelo (to protitelo so kasneje poimenovali "omalizumab"). To je v Tanoxu sprožilo velike pomisleke, saj so leta 1989 razkrili in poslali svojo tehnologijo razvoja protiteles anti-IgE CGP51901 in TNX-901 Genentechu, da bi ga ti ocenili z namenom razmisleka glede vzpostavitve korporativnega partnerstva. Ker od Genentecha niso prejeli pozitivnega odgovora, je Tanox proti Genentechu vložil tožbo zaradi kršitve poslovne skrivnosti. Po naključju je Tanox leta 1995 začel prejemati patente za svoj izum protiteles proti IgE iz Evropske unije in ZDA. Po triletnem pravnem sporu sta Genentech in Tanox svoje spore poravnala izvensodno in leta 1996 so Tanox, Novartis in Genentech oblikovali tripartitno partnerstvo za skupni razvoj programa izdelave protiteles proti IgE. Omalizumab je postal zdravilo izbire za nadaljnji razvoj, saj je imelo bolje razvit proizvodni proces kot TNX-901. Od leta 1996 je bilo načrtovanih in izvedenih veliko kliničnih preskušanj, ki so jih sponzorirala podjetja, prav tako je bilo izvedenih več študij omalizumaba, ki so jih izvedli zdravniki. Od leta 2000 je bilo objavljenih veliko raziskovalnih poročil, zlasti tistih o rezultatih kliničnih preizkušanj. Leta 2007 je Genentech kupil Tanox po 20 dolarjev za delnico, skupno za približno 900 milijonov dolarjev.

## Stroški in raziskave
Zaradi visokih stroškov omalizumaba in skrbi glede dolgoročne varnosti zdravljenje z njim še ni razširjeno, zlasti v državah v razvoju. Druga ovira pred širjenjem uporabe je njegova dozirna oblika (na voljo le za injiciranje). Avgusta 2010 je Nacionalni inštitut za klinično odličnost (National Institute for Clinical Excellence - NICE) v Združenem kraljestvu odločil, da Nacionalna zdravstvena služba (National Health Service - NHS) ne sme predpisovati omalizumaba otrokom, mlajšim od 12 let. NICE je zaključil, da visoki stroški učinkovine, ki znašajo več kot 250 funtov na vialo, ne prinašajo dovolj visokega povečanja kakovosti življenja. Vendar pa je 7. marca 2013 NICE izdal "končni osnutek smernic" o dovoljenju omalizumaba. Zdravilo je priporočeno kot možnost za zdravljenje hude, trdovratne alergijske astme pri odraslih, mladostnikih in otrocih po dodatnih analizah in predložitvi sheme dostopa bolnika, ki jo je razvil proizvajalec Novartis.
Avgusta 2013 je bil raziskovalec v Medicinskem centru Univerze v Leidnu, odgovoren za raziskavo TIGER, odpuščen zaradi goljufij pri raziskavah. Raziskava TIGER je bila zaradi tega ustavljena.
V Združenih državah zdravilo z učinkovino omalizumab od leta 2020 stane približno 540 do 4600 ameriški dolarjev mesečno.